# Тупеко, Николай Григорьевич
Николай Григорьевич Тупеко (1931—1984) — советский передовик производства, бригадир полеводческой бригады колхоза «Большевик»  Красноярского края. Герой Социалистического Труда (1971).

## Биография
Родился в 1931 году в деревне Лакино Большемуртинского района Красноярского края в семье колхозников. 
Н. Г. Тупеко начал свою трудовую деятельность в период Великой Отечественной войны в колхозе «Большевик» деревни Лакино Большемуртинского района Красноярского края. 12 апреля 1948 года Указом Президиума Верховного Совета СССР «за выполнение плановых заданий и социалистических обязательств, повышение производительности труда»  Николай Григорьевич Тупеко был награждён медалью «За трудовую доблесть».
В 1954 году был назначен заведующим молочно-товарной фермой колхоза «Большевик», под его руководством на молочно-товарной ферме началось постепенное повышение надоев молока и упитанности молодняка, что положительно сказывалось на поголовье скота. С 1963 года Н. Г. Тупеко начал работать бригадиром тракторно-полеводческой бригады колхоза «Большевик» по выращиванию зерновых культур, под его руководством тракторно-полеводческая бригада добилась выдающихся успехов. 
23 июня 1966 года Указом Президиума Верховного Совета СССР «за большие успехи в выполнении и перевыполнении планов семилетки в 1966 году» Николай Григорьевич Тупеко был награждён Орденом Ленина.
8 апреля 1971 года Указом Президиума Верховного Совета СССР «за выдающиеся успехи, достигнутые в развитии сельскохозяйственного производства и выполнении пятилетнего плана продажи государству продуктов земледелия и животноводства»  Николай Григорьевич Тупеко был удостоен звания Героя Социалистического Труда с вручением Ордена Ленина и золотой медали «Серп и Молот».
В 1973 году Н. Г. Тупеко был назначен управляющим Большекантатским отделением Российского совхоза.
Скончался в 1984 году в деревне Лакино Красноярского края. 

## Награды
- Медаль «Серп и Молот» (08.4.1971)
- Орден Ленина (23.6.1966, 08.4.1971)
- Медаль «За трудовую доблесть» (12.4.1948)